# Șamotă

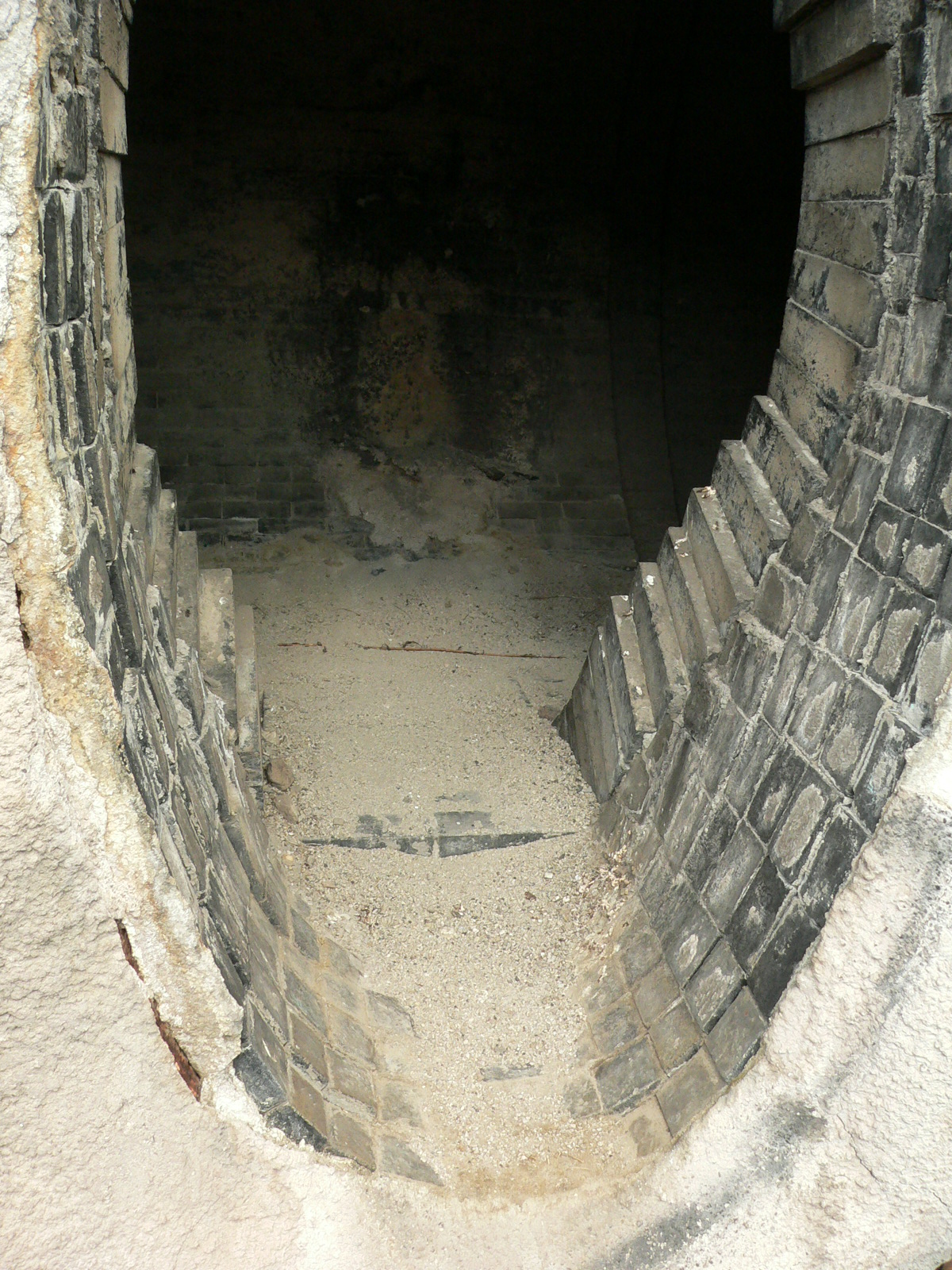
Cuptor industrial căptuşit cu şamotă

Șamota (din franceză: chamotte) este un material refractar obținut din argilă arsă și măcinată, care se întrebuințează la prepararea cărămizilor și a altor produse refractare; prin extindere, termenul se referă la cărămida sau placa refractară preparată din astfel de argilă.